# Comptabilité publique
 (septembre 2012).

Bouclier de cours de comptabilité. Il s'agit d'un caducée utilisé dans les cours de comptabilité dans les collèges brésiliens.

La comptabilité publique est le nom de la comptabilité que tiennent les administrations et les collectivités publiques d'un pays pour enregistrer leurs recettes et leurs dépenses.
La dénomination comptabilité publique recouvre en réalité une grande diversité de systèmes comptables, propres au type de collectivités publiques concernées (État, collectivités territoriales, agences ou établissements publics nationaux et locaux, organisations internationales).
L'article 53 du décret du 7 novembre 2012 relatif à la gestion budgétaire et comptable publique définit ainsi la comptabilité publique : "elle  est un système d'organisation de l'information financière permettant :
1° De saisir, de classer, d'enregistrer et de contrôler les données des opérations budgétaires, comptables et de trésorerie afin d'établir des comptes réguliers et sincères ;
2° De présenter des états financiers reflétant une image fidèle du patrimoine, de la situation financière et du résultat à la date de clôture de l'exercice ;
3° De contribuer au calcul du coût des actions ou des services ainsi qu'à l'évaluation de leur performance.
Elle est également organisée en vue de permettre le traitement de ces opérations par la comptabilité nationale."

## En France

### Historique
En France les commerçants sont tenus, depuis l’ordonnance de 1673 de Colbert,  de tenir un livre journal, une copie de lettres et de faire un inventaire tous les deux ans. Mais ce n'est que par l’ordonnance du 14 septembre 1822 que des procédures de tenue des comptes des différentes administrations sont fixées, en s'inspirant des règles de la comptabilité privée. 
Ce texte et ceux qui l'ont suivi ont fait l'objet d'une codification par l’ordonnance royale du 31 mai 1838. Elle porte règlement général sur la comptabilité publique ; elle comprend  plus de 695 articles. Elle forme « un recueil méthodique (…) qui est devenu le code de la comptabilité française et le modèle adopté par la plupart des gouvernements de l’Europe ». Une nouvelle édition de ce texte est publiée, en 883 articles, le 31 mai 1862. La  troisième république reprend pour l'essentiel ce texte. Le système est étendu aux collectivités locales par la loi municipale du 5 avril 1884. La loi du 26 décembre 1890 (art. 59) et le décret du 14 mars 1893 imposent par ailleurs la tenue d’une comptabilité des dépenses engagées.

### L'architecture comptable de l'État
Elle a été profondément réformée par la loi organique du 1er août 2001 relative aux lois de finances (LOLF).
Le volet comptable de la LOLF a mis en place une comptabilité de l'État qui doit s'inspirer des normes comptables issues de la comptabilité commerciale (art. 30) : logique patrimoniale, comptabilité d'exercice. Outre le suivi des dépenses et des recettes, celle-ci retrace donc désormais le patrimoine de l'État. Elle permettra à terme l'analyse des coûts des différentes politiques publiques par le Parlement et le citoyen. Cependant, la méthode comptable utilisée relève encore d'une logique de caisse (art. 28) avec cependant une possibilité d’extension lors d’une période complémentaire ne pouvant excéder vingt jours.

### Les états financiers
Les états financiers retenus pour les comptes sont constitués par un bilan présenté sous la forme d’un tableau de la situation nette, un compte de résultat présenté en trois parties : un tableau des charges nettes de l’exercice, un tableau des produits régaliens nets et un tableau de détermination du solde des opérations de l’exercice ; un tableau des flux de trésorerie distinguant les flux liés à l’activité, les flux d’investissement et les flux de financement.

### Les principes comptables
Le principe de régularité : il énonce que la comptabilité est conforme aux règles et procédures en vigueur.
Le principe de sincérité : les règles et procédures en vigueur sont appliquées de manière à traduire avec sincérité la connaissance que les responsables ont de la réalité et de l’importance relative des événements enregistrés.
Le principe de l’image fidèle : bien que non définie de manière directe, il convient, lorsque l’application d’une prescription comptable ne suffit pas à donner une image fidèle, de donner des informations complémentaires dans l’annexe.
Le principe de spécialisation des exercices est lié au concept même de l’exercice comptable qui est normalement annuel. Le principe de spécialisation vise à rattacher à chaque exercice les charges et les produits qui le concernent effectivement et ceux-là seulement.
Le principe de continuité d’exploitation : l’État continuera d’exercer ses activités dans un avenir prévisible.
Le principe de permanence des méthodes : les modifications de conventions et de méthodes comptables ne doivent intervenir que si elles contribuent à une présentation plus fidèle des états financiers. Toute modification ayant une incidence importante sur le résultat doit être explicitée dans les notes annexes.
Le principe de bonne information : la comptabilité doit être intelligible, pertinente et fiable.

### La tenue de la comptabilité
Le comptable public est chargé de la tenue des comptes et du contrôle de régularité dans les conditions prévues par le règlement général sur la comptabilité publique. Il appartient au réseau du trésor public. Ces fonctionnaires encaissent les recettes et paient les dépenses des différentes collectivités publiques. À ce titre, ils engagent leur responsabilité, qui est personnelle et pécuniaire.
En revanche, la comptabilité des établissements publics autres est tenue par un agent comptable indépendant (établissement scolaire, université, agence du sang, etc.).
Chorus est le système d’information financière qui gère la dépense, les recettes non fiscales et la comptabilité de l’État.
Il s'agit d'une application partagée par tous les acteurs financiers des services centraux et déconcentrés de l’État : gestionnaires (services des RPROG, RBOP, RUO), contrôleurs financiers, comptables, préfets.

### La comptabilité du secteur public local
La comptabilité des collectivités territoriales est également tenue par les comptables du Trésor, notamment par les services de gestion comptable dépendant de la direction générale des Finances publiques.
Différentes comptabilités sont applicables au secteur public local, selon le type de collectivités (communes, départements, régions) et selon la nature de l'activité exercée s'il s'agit d'un établissement public local (service public administratif ou service public à caractère industriel et commercial).
Ces différents types de comptabilités se déclinent par des instructions budgétaires et comptables du Trésor public :
- instruction M14 pour les communes ;
- M52 pour les départements ;
- M71 pour les régions ;
- M4 pour les services à caractère industriel et commercial ;
- M21 pour les établissements publics de santé ;
- M22 pour les établissements et services publics sociaux et médico-sociaux ;
- M31 pour les offices publics de l'habitat ;
- M61 pour les services départementaux d'incendie et de secours ;
- M831 pour le Centre national de la fonction publique territoriale ;
- M832 pour les centres de gestion de la fonction publique territoriale.

L'instruction comptable M14 est applicable aux communes depuis le 1er janvier 1997. Elle a fait l'objet d'une mise à jour importante au 1er janvier 2006. Comme toutes les comptabilités publiques, elle suit les principes posés par le plan comptable général applicable au secteur privé : comptabilité en droits constatés, en partie double (correspondance entre les ressources et leurs emplois). Pour les dépenses comme pour les recettes, elle distingue les opérations de fonctionnement (produits et charges) de l'organisme de ses opérations d'investissement (opérations sur le patrimoine).
Depuis 2015, un référentiel M57 a été mise en place pour les métropoles, les collectivités territoriales uniques (Guyane, Martinique, Corse, ville de Paris) ainsi que, sur option, pour toutes les collectivités . Il a vocation à remplacer en 2024 l'ensemble des référentiels, à l'exception des M4, M21 et M22. Cette instruction reprend, en matière budgétaire, les éléments communs tout en donnant la priorité aux dispositions applicables aux régions, en particulier pour la gestion pluriannuelle des crédits, la fongibilité des fonds et la gestion des crédits de dépenses imprévues. Depuis 2018, en vue de la mise en place de la certification des comptes, la M57 intègre les principes du futur recueil des normes comptables pour les entités publiques locales du Conseil de normalisation des comptes publics,.

## Normalisation internationale des comptes publics

### Convergence au sein de l'Union européenne
Une directive du 8 novembre 2011 fixe les exigences applicables aux cadres budgétaires des États membres. La directive précise que les systèmes nationaux de comptabilité publique doivent :
- être complets et donc inclure tous les sous-secteurs des administrations publiques
- être soumis à un contrôle interne et à un contrôle externe
- être publiés régulièrement et en temps utile

### Travaux pour une normalisation mondiale
L'International Public Sector Accounting Standards Board (IPSAS Board) a pour objectif de favoriser la convergence des référentiels nationaux. Le Conseil de normalisation des comptes publics français participe activement à ses travaux.